# ۲۰۰۰۰ (عدد)

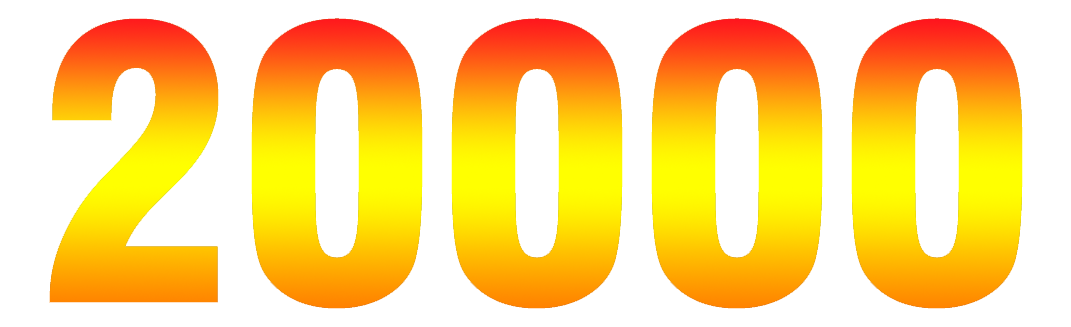
عدد ۲۰۰۰۰

۲۰۰۰۰ به حروف بیست هزار یک عدد طبیعی است که بعد از ۱۹۹۹۹ و قبل از ۲۰۰۰۱ قرار دارد.